# Zooloretto
Zooloretto és un joc de tauler d'estil europeu creat per Michael Schacht i guanyador del Spiel des Jahres de l'any 2007. El joc deriva directament del joc de cartes Coloretto, del mateix autor.
Cada jugador fa el paper de director d'un parc zoològic i ha d'obtenir animals per omplir els seus tancats, especialment cries, i hi ha d'instal·lar diverses botigues i bars. Els animals i botigues disponibles van sortint a l'atzar d'una pila de peces i a cada torn cal treure una peça i col·locar-la en un camió o comprar el contingut de tot un camió. Com a cada zoològic hi ha un nombre limitat de tancats i a cada tancat només pot haver-hi animals de la mateixa espècie, els jugadors es poden trobar amb animals que no poden situar enlloc, animals que descomptaran punts al final de la partida.